# Tjalling van den Berg
Tjalling van den Berg (1948) is een Nederlandse sportcoach en auteur van boeken over turnonderwijs en ECO-Coachen.

## Achtergrond
Van den Berg volgde de opleiding leraar lichamelijke opvoeding aan de ALO in Groningen en deed vervolgens de master coachcursus bij NOC*NSF. Van den Berg legde zich daarna toe op de ontwikkeling van turnen en acrogym. Hij publiceerde verschillende boeken over turnonderwijs en -begeleiding. Ook gaf hij hierover in binnen- en buitenland presentaties en workshops. Van den Berg was tevens als coach werkzaam voor de Koninklijke Nederlandse Gymnastiek Unie, de Koninklijke Nederlandse Kaatsbond en de Koninklijke Nederlandse Hippische Sportfederatie. Als hoofdcoach van Turnschool Heerenveen was het hoogtepunt het olympisch goud van Epke Zonderland in Londen. Van den Berg was docent aan de internationale turnacademie van de afdeling CIOS Heerenveen van het Friesland College in Sportstad Heerenveen. Hij gaf ook vorm aan de fysiek-mentale coaching van de jeugdopleiding van sc Heerenveen. Van 2011 tot 2014  was hij opnieuw bondscoach van de KNKB en oprichter van de Friesland Bank Kaats Academie. 
Van den Berg coachte onder andere zijn dochter Berber van den Berg, die verschillende nationale en internationale turntitels behaalde. Samen schreven ze het boek: ECO-Coachen A way of life. Het boek is in 2018 vertaald in het Engels. In 2017 heeft hij samen met Berber van den Berg en Andries Kramer de stichting ECO-Coachen A way of life opgericht. In 2017 werd hij benoemd tot Ridder in de Orde van Oranje Nassau. Sinds 2018 is hij met Douwe Jan van der Wal en Sierd Wijnalda actief bij de Hanzehogeschool Groningen als cursusleider van de minor (ECO)- coachen. In 2020 is hij in het corona tijdperk gestart met de beweging: Fitte Frisse Fleurige Fries. Sinds 2022 is hij gestart als ECO-Coach bij de sc Heerenveen (vrouwenvoetbal) en de jeugd opleiding van Korfbal club LDODK Gorredijk. Sinds 2023 is hij gastdocent bij het keuzedeel topsport vaardigheden van CIOS Heerenveen/Leeuwarden. In 2024 werd hij benoemd tot lid van verdienste van de KVLO (Koninklijke Vereniging van Leraren Lichamelijke Opvoeding). De opleiding Duurzaam Coachen door ECO-Coachen kreeg de erkenning voor opleiding ECO-Coaches in (top)sport, overheid, bedrijfsleven en zorg. Een legacy. Berber van den Berg schreef in 2025 samen met Tjalling het uitstekend ontvangen boek: ECO-Coachen een (r)evolutionaire visie op coachen.

## Werk (selectie)
1978: Kaatsen hoe doen we dat?
1982: Leer spelenderwijs turnen
1991: Turnen in beeld. In totaal 11 keer een herdruk
1991: Werkboek proevensysteem stimulering turnen en acro-gym 
1994: Leer spelenderwijs turnen : de gymnastiekvereniging rond het jaar 2000 . Twee keer herdruk.
1998: Acrogym in beeld : acrogym, demogym, choreografie en tumblingspringen. Twee keer herdruk.
2009: Coachen: vinden - binden - scoren(met Ruben Bakema)
2015: ECO-Coachen A Way of life (met Berber van den Berg)
2017: ECO-Coachen A Way of life volledig vernieuwde uitgave. In 2018 3e druk en in 2022 4e druk
2022: Inspiratieboekje ECO-Coachen met spreuken over je lifestyle
2025: ECO-Coachen een (r)evolutionaire visie op coachen. Berber &Tjalling van den Berg